# Trafikbrott
Trafikbrott är en kategori brott som bryter mot lagar om trafiksäkerhet. Till trafikbrotten hör fortkörning, rattfylleri, brott mot bilbälteslagen, olovlig körning, med mera.